# Landesgerichtsgebäude Wiener Neustadt

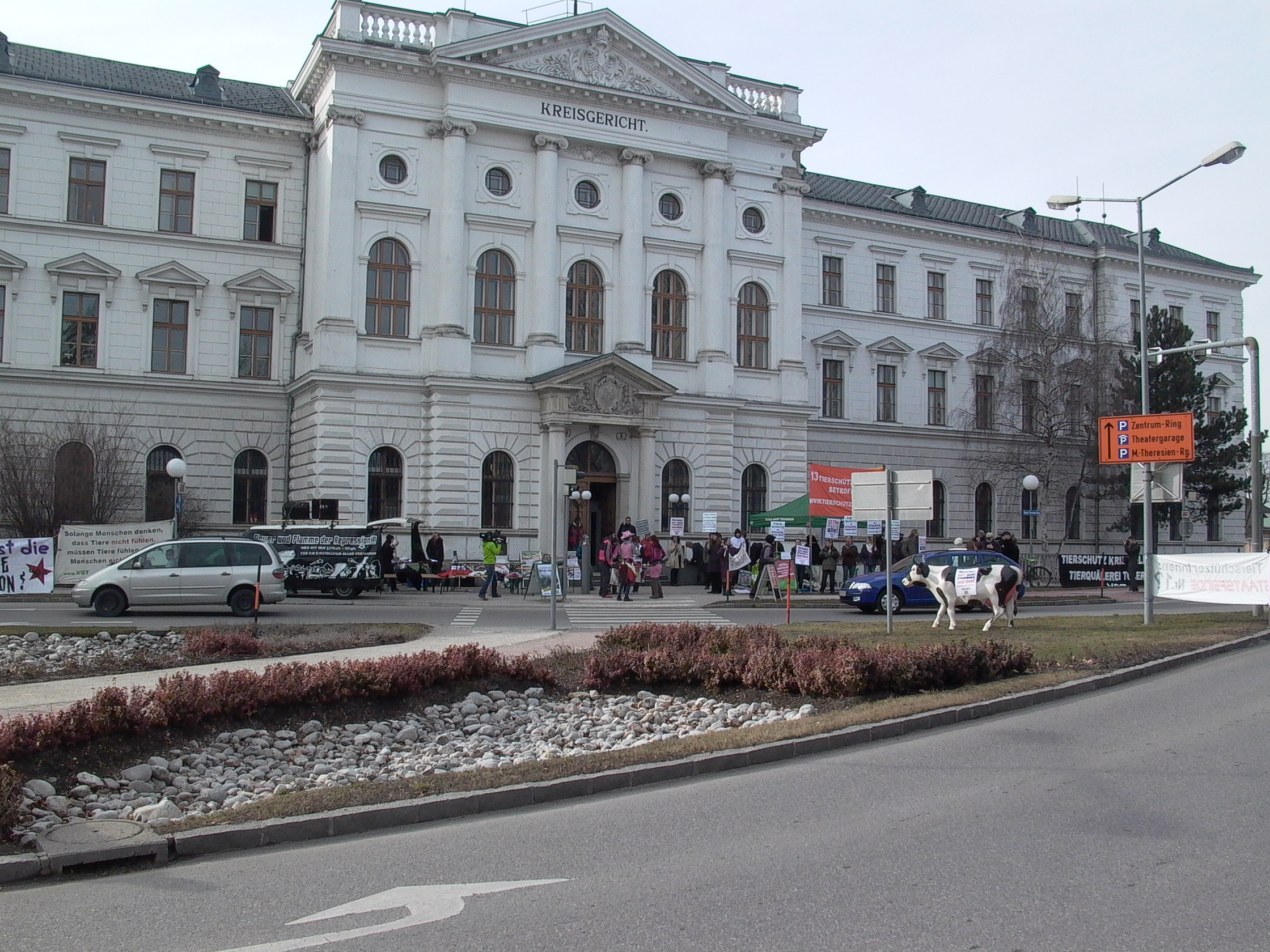
Landesgericht Wiener Neustadt (2010)

Das Gebäude des Landesgerichts Wiener Neustadt ist ein Gerichtsgebäude in der Stadt Wiener Neustadt in Niederösterreich. Das dort untergebrachte Gericht ist das Landesgericht Wiener Neustadt.

## Geschichte
Das nach den Plänen des Ministerialrates und Baurates Wilhelm Röllig von 1890 bis 1893 erbaute mächtige dreigeschoßige späthistoristische Kreisgericht wurde 1945 im Zweiten Weltkrieg teilweise zerstört und 1951 wiederhergestellt. Das Gebäude steht unter Denkmalschutz. Das Gerichtsgebäude wurde bei der Gründung mit der Justizanstalt Wiener Neustadt errichtet und baulich verbunden. 1987 erfolgte eine Renovierung. 1993 wurde das Kreisgericht in Landesgericht umbenannt.

## Architektur
Das Landesgericht hat eine fünfteilige Hauptfront mit zwei dreiachsigen Seitenrisaliten, zwei siebenachsigen Rücklagen, und einen weit vorspringenden fünfachsigen Mittelrisaliten. Das Erdgeschoß mit schweren rustizierten Formen hat ein Rundbogenportal mit der Skulptur Kopf der Justitia im Schlussstein und der Skulptur Wappenschild mit Waage im bekrönenden Dreieckgiebel. Der Mittelrisalit mit Kolossalpilastern mit ionischen Säulen in den leicht vorspringenden drei mittleren Achsen ist mit einem balusterflankierenden Dreieckgiebel mit einem skulptierten kaiserlichen Doppeladler bekrönt. Die Rücklagen und die Seitenrisalite sind in Steinschnittrustika gehalten. Die Ädikulafenster im ersten  Obergeschoß haben einen bekrönenden Dreieckgiebel, die Ädikulafenster im zweiten  Obergeschoß sind gerade verdacht.
Die hofseitige zweigeschoßige Anstaltskapelle ist im Erdgeschoß fortifikatorisch mit Quadern gemauert und darüber mit Doppelpilastergliederung errichtet. Die Ädikulafenster der Kapelle sind rundbogig. Der rechteckige, pilastergegliederte Saalraum mit einem Tonnengewölbe mit Stichkappen hat eine eierstabverzierte Stuckdecke. Die Südwand ist durchfenstert. Die Empore über zwei toskanischen Säulen hat eine Holzbrüstung. Der einfache Ädikulaaltar zeigt das Altarbild Kreuzigung Christi von 1893.